# بیت لوسی
روستای شهید دستغیب با نام محلی بیت لوسی در قسمت غربی اتوبان اهواز – اندیمشک در ۱۲ کیلومتری شهر شوش وجود دارد. این روستا، در گذشته به صورت پراکنده در ۳ کیلوتری محل کنونی به شکل غیر متمرکز شکل گرفته بود. از سال ۱۳۲۰ این روستا در محل کنونی مستقر شد. در این روستا یک محوطه باستانی نیز وجود دارد.

## تاریخچه
اولین شخصی که این روستا را پایه‌گذاری کرد شخصی بود به نام شیخ لوسی. شیخ در ابتدا به همراه خانواده گسترده‌اش (حدود ۱۵ خانوار) اینجا را خانه خود کرد. ساکنان این محل تا سال ۱۳۵۰ به ۴۰ تا ۵۰ خانوار رسیدند و هم‌اکنون حدود ۷۰ خانوار هستند. جمعیت این روستا بالغ بر ۶۰۰ الی ۷۰۰ نفر است.

### شغل
۹۵ درصد از اهالی این روستا به دلیل وجود زمین‌های حاصل خیز زراعتی کشاورزند و بقیه به شغل آزاد و تعداد معدودی نیز به دلیل نزدیکی به شهر شوش در سازمان‌ها و اداره‌های این شهر مشغول هستند. اهالی این روستا از قبیله کعب با تلفظ محلی چعب و به همین دلیل اکثر این اهالی قوم و خویشند. در زمان جنگ ۸ ساله برخی ساکنان از این روستا مهاجرت می‌کنند و به سمت شهر شاوور می‌روند و به همین دلیل اندکی از جمعیت این روستا کاسته شد.

### ورزش
سه تیم نوجوانان، جوانان و بزرگسالان در بیت لوسی وجود دارد. «الاتحاد» نام تیم بزرگسال آن است. از سال ۸۷ تیم منتخب جوانان بیت لوسی با ۲۵ نفر پایه‌گذاری شد. تمام بازیکنان جوانان ۱۸ سال به پایین هستند و هر کدام از بازیکنان وقتی از ۱۸ سال بالاتر بروند وارد تیم بزرگسالان روستا می‌شودند.

### بازی‌ها
«محیبس» یکی از بازی‌های بیت لوسی است که در بین بزرگ و کوچک مرسوم است، البته این بازی در شهرهای دیگر استان هم انجام می‌شود، «فیت» یکی دیگر از بازی‌های محلی این روستا بود؛ یک بازی شبیه به بازی هفت سنگ. «آبکار» که در فارسی به معنی «قرقره» است هم نام یکی دیگر از بازی‌های این روستا بود.

### جاذبه
دو اتاقک در مقبره این روستا وجود دارد، نام «المشهداویه ندهه صرخیه» روی یکی از سنگ‌های قبر حک شده‌است. المشهداویه ندهه صرخیه زن شیخ لوسی کعبی است که برای اهالی روستا قابل احترام و به صورت زیارتگاه کوچکی درآمده. در قدیم چون کمتر کسی موفق به زیارت امام رضا می‌شد، هر کسی به مشهد می‌رفت پیشوند مشهداوی یا مشهداویه را به او می‌دادند. در اتاقک دوم سید احمد نوری از سادات بیت سید نور مدفون است.